# 大島淳
大島 淳（おおしま あつし、1965年10月19日 - ）は、日本の元フィギュアスケート選手（男子シングル）、元プロスケーター。現在はコーチ。愛知県名古屋市出身。

## 経歴
愛知県名古屋市出身。12歳のときに山田満知子の元でスケートを始める。その後、18歳のときに渡米しジェームズ・グローガンの指導を受ける。
1978-79シーズン、全日本ジュニア選手権で3位入賞し、同年の世界ジュニア選手権に出場、17位となる。1980-81シーズン、NHK杯に出場し10位、1981-82シーズンのNHK杯では11位に終わる。1985-86シーズン、ユニバーシアードに出場し5位入賞する。
選手引退後はロビン・カズンズの誘いでプロスケーターに転向し、1986年にはホリディ・オン・アイスに参加。1989年にディズニー・オン・アイス、1994年よりプリンスアイスワールドに出場する。プリンスアイスワールドでは八木沼純子とペアを組んだ。2011年8月のプリンスアイスワールド岡崎公演・千秋楽を最後に、プロスケーターを引退した。
2004年から2014年まで東京都高田馬場のシチズンプラザで、2014年から埼玉県上尾市の埼玉アイスアリーナでスケートのインストラクターを務めている。

## 主な戦績
| 大会/年              | 1978-79 | 1979-80 | 1980-81 | 1981-82 | 1985-86 |
| -------------------- | ------- | ------- | ------- | ------- | ------- |
| 世界ジュニア選手権   | 17      |         |         |         |         |
| 全日本ジュニア選手権 | 3       |         |         |         |         |
| NHK杯                |         |         | 10      | 11      |         |
| ユニバーシアード     |         |         |         |         | 5       |